# Pic Russell
Le pic Russell est un sommet du massif de la Maladeta dans les Pyrénées espagnoles, culminant à 3 206 mètres d'altitude.

## Toponymie
Le nom actuel du pic vient du comte Henry Russell. Il s'appelait précédemment Petit Nethou (Nethou est le surnom du pic d'Aneto).

## Géographie
Le pic Russel est situé dans la comarque de Ribagorce, à l'extrémité est du massif de la Maladeta. C'est le dernier sommet de la crête la plus élevée des Pyrénées aragonaises, qui compte principalement, du nord-ouest au sud-est, le pic d'Albe, le pic de la Maladeta, le pic Maudit, le pic du Milieu (es), le pic de Coronas (es), l'Aneto, le pic des Tempêtes (es), le pic Margalida (es) et enfin le pic Russell.

## Histoire
L'écrivain et pyrénéiste Henry Russell est le premier à avoir gravi ce sommet (en solo par le couloir sud-est), en août 1865. La première ascension hivernale, par la crête sud-sud-est de l'épaule est, date du 30 décembre 1928, par Jean Arlaud, Pierre Cazenavette, Jean Escudier, Jacques Leclerc et Pierre Vacher.

## Ascension

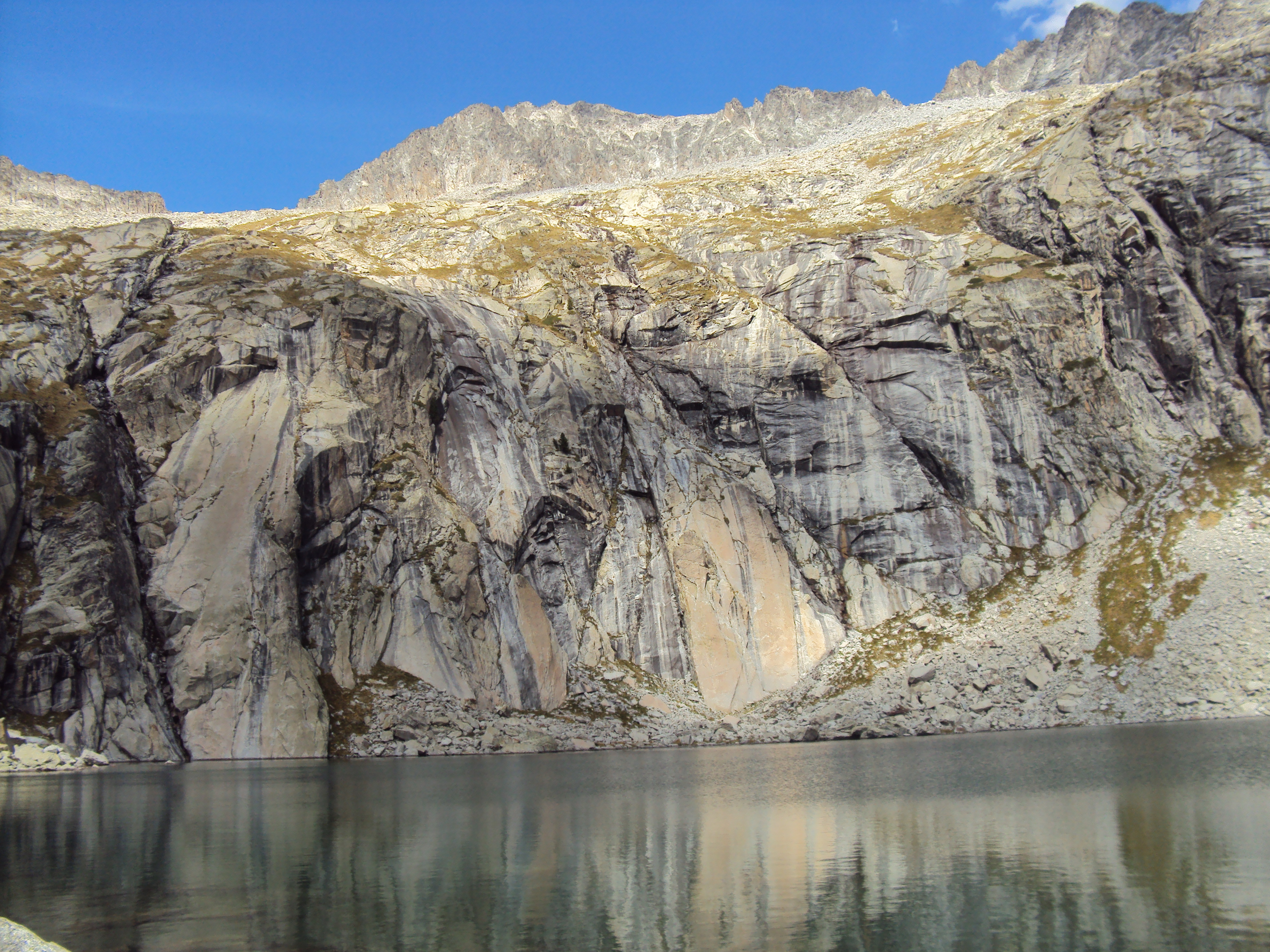
Ibón de Llosás.

On y accède par la vallée de Vallibierna et l'ibón de Llosas, ascension qui ne présente pas d'autre difficulté que les chutes de pierres éventuelles et sa durée (5 heures). En cas de mauvais temps (pluie), la randonnée est tout à fait déconseillée.
Son sommet est large et plat et offre un beau panorama sur les Pyrénées catalanes, en particulier sur le tuc de Mulleres, les Barrancs et le pic de Vallibierna.